# كينغدوم هارتس إتش دي 2.5 ريمكس
كينغدوم هارتس إتش دي 2.5 ريمكس (بالإنجليزية: Kingdom Hearts HD 2.5 Remix)‏، هي لعبة فيديو إلكترونية يابانية من نوع أكشن تقمص الأدوار، صدرت في الأسواق سنة 2014م، وتعمل لنظام التشغيل بلاي ستيشن 3 وبلاي ستيشن 4، وهي من تطوير إحدى استوديوهات التابعة لشركة سكوير إنكس والمرخصة من ديزني إنتراكتيف ستوديوز الأمريكية.

## روابط خارجية
- كينغدوم هارتس إتش دي 2.5 ريمكس على موقع IMDb (الإنجليزية)
- كينغدوم هارتس إتش دي 2.5 ريمكس على موقع IMDb (الإنجليزية)